# Chartreuse Saint-Joseph de Deán Funes
La chartreuse Saint-Joseph de Deán Funes (Cartuja San José) est un monastère de moines chartreux situé à  Campo de la Trinidad, à 8 km à l'extérieur de Deán Funes, en Argentine dans la province de Córdoba. C'est le troisième monastère d'Amérique de ce type et la première chartreuse hispanophone d'Amérique latine.

## Fondation
L'idée de fonder une chartreuse en Argentine remonte à l'année 1995, étant donné que les vocations chartreuses de ce pays devaient s'établir en Espagne ou dans d'autres lieux. En 1997, le prieur de la chartreuse brésilienne est chargé d’un premier contact avec la conférence épiscopale argentine. Le chapitre géneral de 1997, réuni à la Grande Chartreuse, adopte comme implantation le « Campo de la Trinidad » à 8 km de Deán Funes, lieu idéal pour bâtir la nouvelle chartreuse, et désigne les quatre religieux fondateurs, de trois nationalités (Espagne, Argentine et Allemagne). Le nom adopté est « Cartuja de San José ». La cérémonie d’installation a lieu le 15 octobre 1998. Les travaux de construction commencèrent aussitôt. La nouvelle chartreuse, comportant douze cellules de pères et huit pour les frères, est inaugurée le 19 mars 2004.

## Monastère

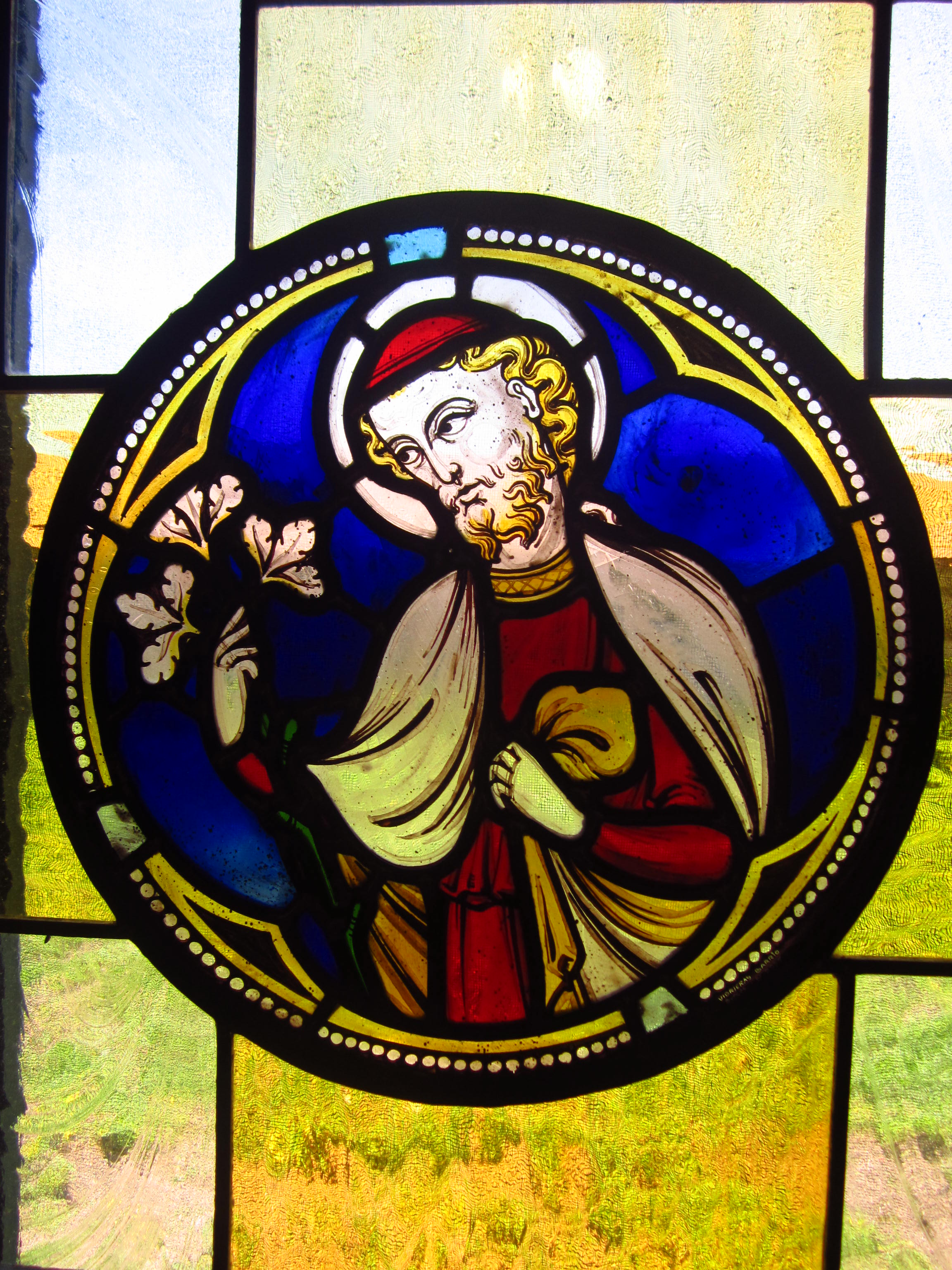
Détail d'un vitrail de saint Joseph à la chartreuse.

L'architecte à qui est confié le projet de la chartreuse est Federico Shanahan, qui étudie plusieurs chartreuses en Europe, afin d'en assimiler les caractéristiques. Une partie de la construction est inaugurée le 15 octobre 1998, afin que les moines fondateurs puissent vivre la vie communautaire et érémitique et accueillir des aspirants à la vie monastique. Au bout de six ans, le 19 mars 2004, fête de saint Joseph, le monastère est terminé. Il compte vingt-deux cellules (maisonnettes individuelles des moines avec jardinet), une église et diverses obédiences (ateliers) et chapelles, une salle capitulaire, un réfectoire, une hôtellerie pour recevoir les « étrangers ». En 2017, la chartreuse compte une quinzaine de moines de différentes nationalités.